# Шплейзофен

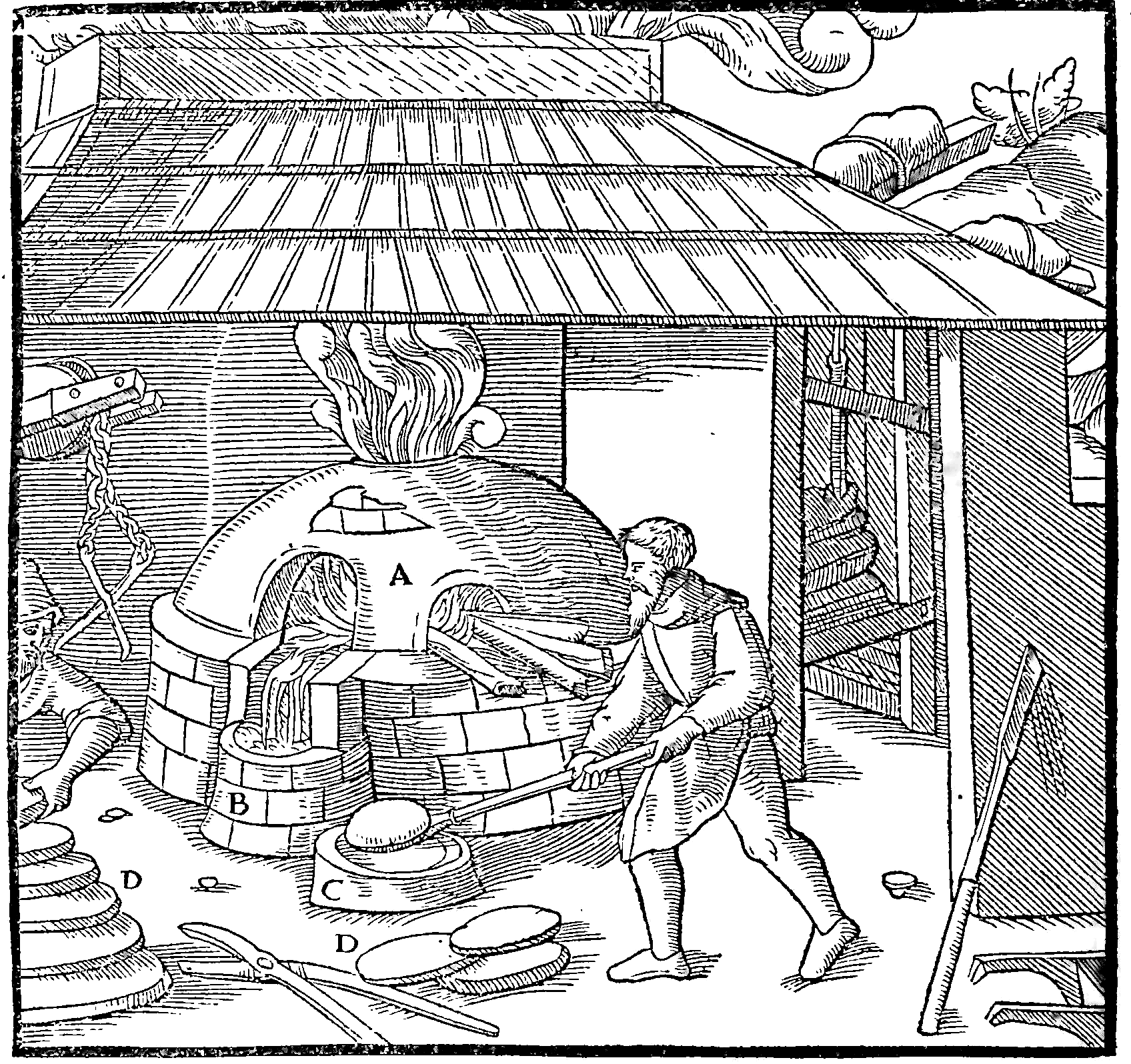
Плавильна піч. De re metallica 1556

Шплейзофен — відбивна піч з фурмами в бічних стінах для рафінування кольорових металів, що застосовувалася в основному для переплавки чорної міді. Зона горіння палива поділялася на золоприймач, дров'яник і горн із низьким склепінням.
У шплейзофенах проводилося два основні переділи:
- переплавлення купферштейну (нім. kupferstein, сплав сульфідів міді та сульфідів заліза) у чорну мідь;
- виплавка чистої («червоної») міді.

У шплейзофені відбувається окисна плавка, що називається шплейзуванням.
Початок застосування шплейзофенів на металургійних заводах Німеччини належать до XVI століття.
Ось як описується шплейзофен у 11 розділі книги «De Re Metallica» Георга Агріколи (1556 р.):
| Така піч має склепіння з невипаленої цегли і схожа на хлібопекарську піч, подібно до тієї, в якій свинець відокремлюють від срібла і яка була описана нами в попередній книзі. Її горнило, як і в тій печі, викладається попелом. Спереду знаходиться отвір, через який шплейзована мідь витікає в два випускних гнізда, розташованих в 3 футах вище підлоги будівлі. Зліва знаходиться отвір, через який можна вставляти букові поліна для спалювання. |
У процесі рафінування (шплейзування, нім. Splessen — за Г.Агріколою) досягається очищення металу від домішок, представлених сіркою, сторонніми металами, за допомогою окисної плавки. Окиснені киснем дуття домішки переходять у шлак, сірка, арсен і стибій випаровуються з газами, що відходять. Рафінований (шплейзований) метал випускався з печі та розливався по виливницях.